# Богорія-Дольна
Богорія-Дольна (пол. Bogoria Dolna) — село в Польщі, у гміні Здуни Ловицького повіту Лодзинського воєводства.
Населення — 153 особи (2011).

## Демографія
Демографічна структура станом на 31 березня 2011 року:
|          | Загалом | Допрацездатний вік | Працездатний вік | Постпрацездатний вік |
| -------- | ------- | ------------------ | ---------------- | -------------------- |
| Чоловіки | 70      | 10                 | 51               | 9                    |
| Жінки    | 83      | 21                 | 44               | 18                   |
| Разом    | 153     | 31                 | 95               | 27                   |